# Список утраченных фильмов России (1910)
Список утраченных фильмов России (1910) — список утраченных фильмов России отснятых в 1910 году, отсортированный в алфавитном порядке. Все фильмы (кроме этнографической «Крестьянской свадьбы») художественные. В каталоге Вишневского фильмам 1910 года соответствуют номера 37-66, 1720-1734.

## Легенда
Разделительная полоса
 Комментарий; критика фильма

## Список
| Название | Метраж                | Жанр                                     | Киностудия                                             | Режиссёр                          | Актёры | Литературный первоисточник                            |
| --- | --------------------- | ---------------------------------------- | ------------------------------------------------------ | --------------------------------- | --- | ----------------------------------------------------- |
| |                       |                                          |                                                        |                                   | |                                                       |
| «Антек-ловкач» |                       | комедия                                  |                                                        |                                   | Антони Фертнер |                                                       |
| |                       |                                          |                                                        |                                   | |                                                       |
| «Богдан Хмельницкий» | 355 метров            | драма                                    | ателье А. Дранкова                                     | Н. Черневский                     | артисты украинской труппы Н. Печерского                                                                             | пьеса М. П. Старицкого «Богдан Хмельницкий»           |
| Экранизация сцен из одноимённой украинской пьесы М. Старицкого восполнении гастролировавшей украинской труппы. Одна из немногих игровых картин, показанных Л. Н. Толстому. По сообщению А. Дранкова Толстой дал положительный отзыв о картине, отметив «доступность её крестьянам как по простоте сюжета, так и по красочности картин».— В. Вишневский «Художественные фильмы дореволюционной России» — М., 1945, стр. 10 |                       |                                          |                                                        |                                   | |                                                       |
| |                       |                                          |                                                        |                                   | |                                                       |
| «Бувальщина або на чужой каравай очей не порывай» | 185 метров            | кинодекламация (киноводевиль)            | [Бр. Пате] Т/Д Харитонова (Харьков)                    |                                   | Александр Алексеенко, Е. Алексеенко, Бравин, Гальская, Цыпинская                                                    | водевиль Антона Велесовского                          |
| |                       |                                          |                                                        |                                   | |                                                       |
| «В студенческие годы» | 320 метров            | драма                                    | т/д Ханжонкова                                         | Пётр Чардынин                     | Любовь Варягина (Оля), Андрей Громов (студент)                                                                      | пьеса Л. Андреева «Дни нашей жизни»                   |
| Поздней осенью 1910 г. мы сняли <...> «В студенческие годы» <...> по оригинальным либретто.— А. Ханжонков «Первые годы русской кинематографии» - М., 1937, стр. 38 |                       |                                          |                                                        |                                   | |                                                       |
| |                       |                                          |                                                        |                                   | |                                                       |
| «Воевода» |                       | кинодекламация                           | т/д Ханжонкова                                         | Пётр Чардынин                     | Пётр Чардынин (позднее - А. Морской)                                                                                | стихотворение А. С. Пушкина «Воевода»                 |
| |                       |                                          |                                                        |                                   | |                                                       |
| «Волга и Сибирь» («Ермак Тимофеевич - покоритель Сибири») | 370 метров.           | Историческая драма.                      | т/д Ханжонкова                                         | Василий Гончаров, Пётр Чардынин   | Пётр Лопухин, Александра Гончарова, Софья Гославская (персианка), Павел Кнорр                                       |                                                       |
| После того как фирме Александра Ханжонкова было разрешено произвести в Кремле съёмки фильма «Волга и Сибирь» («Ермак Тимофеевич — покоритель Сибири») (выпущен в 1914 г.), Василий Гончаров снял «сцены прибытия в Москву с челобитной к Иоанну Грозному послов от покорителя Сибири Ермака Тимофеевича. Были представлены актёрами и статистами-солдатами в костюмах и гриме выезд казачьего посольства во главе с атаманом Кольцо в Кремль через Боровицкие ворота, а затем крыльцо и ещё две-три сцены на фоне кремлёвских зданий. Любопытных собралось чрезвычайно много, и их приходилось все время оттеснять, чтобы не дать злободневной действительности смешаться с седой стариной— «Русские ведомости», 1911, 24 июля Вчера в Кремле производились снимки для синематографа. Антрепренёром этого предприятия является эсаул Ханжонков, получивший разрешение на производство ряда снимков в Кремле, для картин исторического содержания. Вчера воспроизводилась картина "Ермак Тимофеевич - покоритель Сибири", первая часть её - въезд в Кремль через Боровицкие ворота послов с дарами от Ермака. Затем продефилировало целое шествие, какое мы привыкли видеть в театрах, и которое как-то не гармонировало с общим фоном Кремля. Затем были сделаны снимки - шествия Грозного с Красного крыльца в Благовещенский собор, выход его из Чудова монастыря и сцена принятия подарков от инородцев Сибири. В представлении было занято 150 человек. Картины эти будут демонстрироваться в Высочайшем присутствии, и лишь потом будут показываться публике.— «Новое время», 1911, 24 июля В нашем распоряжении было тогда 4 сценария: «Ермак - покоритель Сибири» - исторический, «Боярин Орша» - литературный, «Русалка» - оперный и «Ванька-ключник» - песенный. Это была проба разнородных источников, с целью установления, какой из этих источников явится для кинематографической картины наиболее целесообразным. Сценарии или сценариусы наши не были похожи на современные. Это были лишь списки сцен, подлежащих съёмке в их хронологической последовательности. Всё остальное "знал" режиссёр, который и показывал актёрам перед съёмкой, что и как надо делать. Задание исполнителям режиссёр передавал наспех, на живую нитку, однако на "нерве", повышенным тоном, чтобы вызвать у них соответствующее настроение. Начали мы с «Ермака Тимофеевича», самого трудного по постановке. Массы казаков-покорителей и татар-покоряемых угрожали нам трудностями массовок, в съёмке которых мы не имели ни малейшей практики. Однако, мы понимали, что от успеха массовок будет зависеть весь эффект картины. На наш призыв участвовать в киносъёмке откликнулась с величайшей охотой московская студенческая молодёжь. А как огорчились те, кому не довелось принять участия в съёмке! Опыт «Купца Калашникова» не пропал даром. Теперь уже мы приступили к работу серьёзно: делали не три картины в одну день, а одну в три дня. Да и то не полностью. В «Ермаке» за три дня едва удалось заснять покорение Сибири, а кроме него предстояло ещё заснять семейную драму Ермака и приём посольства Ермака Иоанном Грозным. Мастерская Пинягина снабдила нас эффектными костюмами. Очень красивое зрелище представляли "полчища" казаков и татар, то мирно завтракающих на зелёной траве во время перерыва, то сцепившихся между собою в кровавом бою во время съёмок. Все массовки прошли удачно - на подъйме и без членовредительства. Правда, от статистов только того и требовалось, чтобы они были совершенно серьёзны и ни при каких условиях не смотрели бы в объектив аппарата. Не обошлось и без курьёзов. На одном "убитом" татарине были обнаружены на ногах совсем не исторические галоши, а у одного "казака" перед самой съёмкой сверкнуло на носу пенсне, но всё это были мелочи, о которых и говорить не стоило. Студенты для киносъёмок организовали нечто вроде артелей, и все деловые переговоры, а также все денежные расчёты приходилось вести только с их выборным старостой. Картина вышла большая - в 400 метров. Ставил её наш штатный режиссёр В. М. Гончаров, горячо помогал П. И. Чардынин, исполнявший одновременно роль Ермака.<...>Из выпущенных в этом сезоне [1910 г.] наибольшим успехом пользовались: «Ермак», «Власть тьмы» и «Коробейники».<...>Так как баланс за 1909 операционный год указал, что путь, на который вступила фирма, - вернейший путь к разорению, я начал бороться с возраставшей задолженностью. При выпуске картины «Ермак» фирма отказалась от всех заказов, поступивших после 1 февраля, ссылаясь на то, что не успеет хорошо их выполнить, в действительности это объяснялось стремлением к сокращению кредитных оборотов.— А. Ханжонков «Первые годы русской кинематографии» - М., 1937, стр. 34-35, 38, 44 |                       |                                          |                                                        |                                   | |                                                       |
| |                       |                                          |                                                        |                                   | |                                                       |
| «Вторая молодость» | 400 метров            | драма                                    | т/д Ханжонкова                                         | Пётр Чардынин                     | Любовь Варягина (Телегина), Павел Бирюков (Готовцев), Андрей Громов (Виталий)                                       | пьеса П. Невежина «Вторая молодость»                  |
| |                       |                                          |                                                        |                                   | |                                                       |
| «Генерал Топтыгин» | 124 метра             | комедия                                  | «Гомон» (Моск. отд.)                                   | Василий Гончаров, Макарова        | | стихотворение Н. А. Некрасова                         |
| |                       |                                          |                                                        |                                   | |                                                       |
| «Дедушка Мороз» | 185 метров            | сказка                                   | «Гомон» (Моск. отд.)                                   | Василий Гончаров, Макарова        | |                                                       |
| Первая русская картина, поставленная Обществом «Гомон» в России.— В. Вишневский «Художественные фильмы дореволюционной России» — М., 1945, стр. 10 |                       |                                          |                                                        |                                   | |                                                       |
| |                       |                                          |                                                        |                                   | |                                                       |
| «Заживо погребённый» |                       |                                          | т/д Ханжонкова                                         |                                   | |                                                       |
| Единственный источник, подтверждающий существование фильма — воспоминания кинооператора Луи Форестье, который пишет, что снимал этот фильм. |                       |                                          |                                                        |                                   | |                                                       |
| |                       |                                          |                                                        |                                   | |                                                       |
| «Запорожец за Дунаем» | 260 метров            | киноопера                                | ателье А. Дранкова                                     | Н. Черневский                     | Клодницкий, Суслов, Зарницкая, Луговой, Калиненко, Васильева, Калюжный.                                             | пьеса С. С. Гулака-Артемовского «Запорожец за Дунаем» |
| Засъёмка поставленного Черневским[?] в Петербурге спектакля одноимённой пьесы С. С. Гулака-Артемовского в исполнении украинской труппы, гастролировавшей в Петербурге. |                       |                                          |                                                        |                                   | |                                                       |
| |                       |                                          |                                                        |                                   | |                                                       |
| «Змея подколодная» |                       | кинодекламация                           | [Бр. Пате] Т/Д Харитонова (Харьков)                    | Дмитрий Байда-Суховий             | Александр Алексеенко                                                                                                | стихотворение И. С. Никитина                          |
| Говорящие киносцены из жизни бурлаков.— В. Вишневский «Художественные фильмы дореволюционной России» — М., 1945, стр. 142 |                       |                                          |                                                        |                                   | |                                                       |
| |                       |                                          |                                                        |                                   | |                                                       |
| «Кавказская пастушка» | 181 метр              | драма                                    | «Гомон» (Моск. отд.)                                   | Василий Гончаров, Макарова        | Александр Алексеенко                                                                                                |                                                       |
| По-видимому, первая картина В. Гончарова у Гомона.— В. Вишневский «Художественные фильмы дореволюционной России» — М., 1945, стр. 11 |                       |                                          |                                                        |                                   | |                                                       |
| |                       |                                          |                                                        |                                   | |                                                       |
| «Крестьянская свадьба [в Ясной Поляне]» | 196 метров            | обозрение                                | Ателье А. Дранкова и Общество «Чинес» (Моск. предство) | Т. Л. Толстая                     | |                                                       |
| Художественно-документальный фильм, созданный по инициативе и указаниям Л. Н. Толстого. Засъёмка старинного крестьянского обряда русской свадьбы при участии крестьян имения Т. Л. Толстой-Сухотнной, являющейся настоящим автором (авторство постановки неправильно приписывают Л. Н. Толстому; он был на нескольких съёмках и, возможно, давал отдельные советы и указания, но не мог быть режиссёром постановки и даже не видел законченной картины).— В. Вишневский «Художественные фильмы дореволюционной России» — М., 1945, стр. 11 |                       |                                          |                                                        |                                   | |                                                       |
| |                       |                                          |                                                        |                                   | |                                                       |
| «Кругом измена» |                       | кинодекламация                           |                                                        | Дмитрий Байда-Суховий             | Дмитрий Байда-Суховий                                                                                               |                                                       |
| На пустыре, выпросив у знакомых директоров цирка кое-какие предметы оформления, съёмочная труппа соорудила нечто подобное прибрежным пляжным постройкам и <...> зафиксировала на плёнке всё представление. Затем изготовили довольно удачные надписи.— А. Шимон «Страницы биографии украинского кино» - М., 1974, стр. 17-18. |                       |                                          |                                                        |                                   | |                                                       |
| |                       |                                          |                                                        |                                   | |                                                       |
| «Кума Хвеська» |                       |                                          |                                                        | Дмитрий Байда-Суховий             | Дмитрий Байда-Суховий (исполнитель всех [мужских?] ролей                                                            | водевиль В. Дмитренко «Кум-мырошник».                 |
| Получив предметный урок кинематографии, Д. Байда-Суховий <...> ставит летом 1910 <...> фильм «Кума-Феська». Все мужские роли <...> Байда-Суховий задумал сыграть сам <...>Пришлось составить подробный перечень снимаемых кусков, весьма близкий <...> современному монтажному листу. <...> Эпизоды, где встречаются Василь и Хома, придумали снять с укрупнениями, показывая то одного, то другого, а на общем плане <...> подставили дублёра. <...> По просьбе исполнительницы роли Феськи оператор снял <...> несколько "настроенческих" её портретов. Крупные планы оказались очень выразительными <...> Результат вышел поразительный - героиня ничуть не мешала действию, и даже наоборот - она стала как бы реагировать на реплики партнёров, и, вообще, заняла в фильме доминирующее положение.— А. Шимон «Страницы биографии украинского кино» - М., 1974, стр. 18-20 |                       |                                          |                                                        |                                   | |                                                       |
| |                       |                                          |                                                        |                                   | |                                                       |
| «Курьер Её Величества» |                       |                                          | т/д Ханжонкова                                         | Пётр Чардынин                     | | повесть А. С. Пушкина «Капитанская дочка»             |
| Первый фильм, который французский кинооператор Луи Форестье снял в России. |                       |                                          |                                                        |                                   | |                                                       |
| |                       |                                          |                                                        |                                   | |                                                       |
| «Любовь Андрия» («Тарас Бульба») | 280 метров            | драма                                    | Бр. Пате (Моск. отд.)                                  | Андре Мэтр                        | Н. Васильев (Тарас Бульба), А. Лесногорский (Андрий)                                                                | повесть Н. В. Гоголя «Тарас Бульба»                   |
| |                       |                                          |                                                        |                                   | |                                                       |
| «Любовь за гробом, или жизнь за жизнь» («Жажда жизни») | 830 метров            | кинодекламация                           | т/д Ханжонкова                                         | Пётр Чардынин                     | Пётр Чардынин, Клавдия Новицкая                                                                                     | -                                                     |
| |                       |                                          |                                                        |                                   | |                                                       |
| «Майская ночь, или утопленница» («Ночь в мае») | 18 картин, 245 метров | сказка                                   | «Глория» (Тиман и Рейнгардт)                           | Владимир Кривцов, Яков Протазанов | М. Королёва (утопленник), Е. Уварова (Ведьма), Н. Веков (парубок)                                                   | повесть Н. В. Гоголя «Майская ночь, или утопленница»  |
| Перемонтированная Владимиром Кривцовым и Яковым Протазановым версия одноимённого фильма 1907 года, не вышедшего на экран. По выражению В. М. Короткого, ленту «довели до ума». |                       |                                          |                                                        |                                   | |                                                       |
| |                       |                                          |                                                        |                                   | |                                                       |
| «Мания величия, или записки сумасшедшего» («Mania grandiosa», «Васильки») |                       | кинодекламация                           |                                                        | Пётр Чардынин                     | Пётр Чардынин, Александра Гончарова, Чаиров                                                                         | стихотворение А. Апухтина «Сумасшедший»               |
| |                       |                                          |                                                        |                                   | |                                                       |
| «Маскарад» | 11 картин, 370 метров | драма                                    | т/д Ханжонкова                                         | Пётр Чардынин                     | Андрей Громов (Арбенин), Любовь Варягина (Нина), Павел Бирюков (неизвестный), Александр Гончарова (баронесса Сталь) | пьеса М. Ю. Лермонтова «Маскарад»                     |
| В маленьком садике <...> сооружена съёмочная площадка <...> в 40 квадратных метров <...> На ней <...> установлена декорация зала, нарисованная на холсте <...> холст <...> прикреплён на брусках <...> при малейшем ветре <...> декорация вздувалась, болталась и принимала довольно причудливый вид. Обстановка состояла из мебели, имеющего очень мало общего с эпохой Лермонтова. Костюмы <...> были взяты напрокат <...> и сидели на актёрах плохо. Для защиты декораций от солнца на проволоке, протянутой над декорациями по стропам <...> развешаны занавеси, скатерти и даже простыни. <...> От проезжающих по дороге извозчиков и телег поднимались столбы пыли <...> шум <...> толчея и неразбериха <...> Во время съёмок Чардынин, стараясь заглушить шум, кричал во всё горло, подавая реплики актёрам, те в свою очередь во весь голос повторяли слова. В результате получался невероятный кавардак. <...> Технически фильм был на очень низком уровне.— Л. Форестье «Воспоминания кинооператора» - М., 1945, стр. 29-30 |                       |                                          |                                                        |                                   | |                                                       |
| |                       |                                          |                                                        |                                   | |                                                       |
| «Мёртвые души» («Похождения Чичикова») | 160 метров            | кинодекламация                           | ателье А. Ханжонкова                                   |                                   | |                                                       |
| Экранизация шести сцен поэмы Н. В. Гоголя («У Коробочки; встреча с Ноздревым; у Собакевича; у Плюшкина; у Бетрищева; все типы «мертвых душ» — апофеоз») в исполнении группы кинодекламаторов под руководством Я. Д. Брониславского. Почти одновременно выступали Я. А. и Е. Т. Ждановы (вероятно, воспользовавшиеся немым фильмом П. Чардынина, выпущенным А. Ханжонковым в 1909 году).— В. Вишневский «Художественные фильмы дореволюционной России» — М., 1945, стр. 143 |                       |                                          |                                                        |                                   | |                                                       |
| |                       |                                          |                                                        |                                   | |                                                       |
| «Москаль-чарывник» | 190 метров            | киноводевиль                             | [Бр. Пате] Т/д Харитонова                              | Александр Алексеенко              | Александр Алексеенко, Ф. Маслов, Бравина, Гальской, Вакулинская                                                     | оперетта Т. П. Котляровского                          |
| |                       |                                          |                                                        |                                   | |                                                       |
| «Накануне» |                       |                                          | т/д Ханжонкова                                         |                                   | |                                                       |
| Единственный источник, подтверждающий существование фильма — воспоминания кинооператора Луи Форестье, который пишет, что снимал этот фильм. |                       |                                          |                                                        |                                   | |                                                       |
| |                       |                                          |                                                        |                                   | |                                                       |
| «Наполеон в России» («1812 год») | 305 метров            | историческая драма                       | «Гомон» (Моск. отд.)                                   | Василий Гончаров, Макарова        | Владимир Кривцов (Наполеон)                                                                                         |                                                       |
| Эпизоды нашествия Наполеона в Москву; отрывки картины в дальнейшем демонстрировались в качестве кинодекламации.— В. Вишневский «Художественные фильмы дореволюционной России» — М., 1945, стр. 12 |                       |                                          |                                                        |                                   | |                                                       |
| |                       |                                          |                                                        |                                   | |                                                       |
| «Не в духе» |                       | комедия / кинодекламация                 | т/д Ханжонкова (Дранкова?)                             |                                   | декламатор Я. Жданов                                                                                                | рассказ А. П. Чехова                                  |
| |                       |                                          |                                                        |                                   | |                                                       |
| «Пасхальная картинка [из времён царя Алексея Михайловича]» | 150 метров            | историческая драма                       | т/д Ханжонкова                                         | Василий Гончаров                  | |                                                       |
| «Пышная историческая постановка», воспроизводящая пасхальное утро в Москве XVII века.— В. Вишневский «Художественные фильмы дореволюционной России» — М., 1945, стр. 12 |                       |                                          |                                                        |                                   | |                                                       |
| |                       |                                          |                                                        |                                   | |                                                       |
| «Предложение» |                       | комедия / кинодекламация                 | т/д Ханжонкова (Дранкова?)                             |                                   | декламатор Я. Жданов                                                                                                | рассказ А. П. Чехова                                  |
| |                       |                                          |                                                        |                                   | |                                                       |
| «Преступление и наказание» | 197 [200?] метров     | драма                                    | «Гомон» (Моск. отд.)                                   | Василий Гончаров                  | Владимир Кривцов (Раскольников), Александра Гончарова (Соня Мармеладова)                                            | роман Ф. М. Достоевского «Преступление и наказание»   |
| |                       |                                          |                                                        |                                   | |                                                       |
| «Развитие головастика» |                       | объёмная мультипликация                  | т/д Ханжонкова                                         | Владислав Старевич                | — | -                                                     |
| |                       |                                          |                                                        |                                   | |                                                       |
| «Свадьба Кречинского» | 130 метров            | кинодекламация (комедия)                 | т/д Дранкова                                           |                                   | Я. Д. Брониславский                                                                                                 | одноимённая пьеса Сухово-Кобылина                     |
| |                       |                                          |                                                        |                                   | |                                                       |
| «Сенаторская ревизия» | 150 метров            | фарс                                     | т/д Дранкова                                           | Александр Дранков                 | | комедия М. Л. Крапивницкого «По ревизии»              |
| Повидимому, засъёмка театрального спектакля известной украинской комедии М. Л. Кропивницкого «По ревизии», в исполнении малорусской труппы», гастролировавшей в Петербурге.— В. Вишневский «Художественные фильмы дореволюционной России» — М., 1945, стр. 12 |                       |                                          |                                                        |                                   | |                                                       |
| |                       |                                          |                                                        |                                   | |                                                       |
| «Скупой рыцарь» |                       | кинодекламация                           | т/д Ханжонкова                                         |                                   | В. С. Ниглов | одноимённая пьеса Пушкина                             |
| Экранизация поэмы А. С. Пушкина (сцена в подвале в исполнении В. С. Ниглова; позднее картина была заново заснята в ателье А. Ханжонкова (негативы обоих этих фильмов сохранялись до войны в фильмотеке ВГИК).— В. Вишневский «Художественные фильмы дореволюционной России» — М., 1945, стр. 143 |                       |                                          |                                                        |                                   | |                                                       |
| |                       |                                          |                                                        |                                   | |                                                       |
| «Сумасшедший» |                       | кинодекламация («драматический монолог») | Бр. Пате                                               |                                   | | стихотворение А. Апухтина                             |
| Экранизация драматического монолога А. С. Апухтина (две сцены: побег из больницы и трагедия в лесу) в исполнении А. К. Фильгабера; позднее с этой картиной выступал Я. А. Жданов.— В. Вишневский «Художественные фильмы дореволюционной России» — М., 1945, стр. 143 |                       |                                          |                                                        |                                   | |                                                       |
| |                       |                                          |                                                        |                                   | |                                                       |
| «Тоска по милой, или привидение на кладбище» | 120 метров            | кинодекламация (драматический этюд)      | Бр. Пате                                               |                                   | |                                                       |
| Говорящая картина по сюжету Ермонкина в исполнении А. К. Фильгабера; позднее картину сопровождали Я. А. и Е. Т. Ждановы.— источникВ. Вишневский «Художественные фильмы дореволюционной России» — М., 1945, стр. 143 |                       |                                          |                                                        |                                   | |                                                       |
| |                       |                                          |                                                        |                                   | |                                                       |
| «Унтер Пришибеев» |                       | кинодекламация                           |                                                        |                                   | В. С. Ниглова | одноимённый рассках                                   |
| Картина снята в Копенгагене. |                       |                                          |                                                        |                                   | |                                                       |
| |                       |                                          |                                                        |                                   | |                                                       |
| «Холстомер» |                       |                                          | Бр. Пате (Моск. отд.)                                  |                                   | | повесть Л. Н. Толстого «Холстомер»                    |
| |                       |                                          |                                                        |                                   | |                                                       |
| «Шельменко-денщик» |                       | кинодекламация (киноводевиль)            | Бр. Пате                                               |                                   | Ф. Севрюк, А. Карпинский                                                                                            | комедия Г. Квитко-Основьяненко                        |
| |                       |                                          |                                                        |                                   | |                                                       |